# Walter E. Schaap

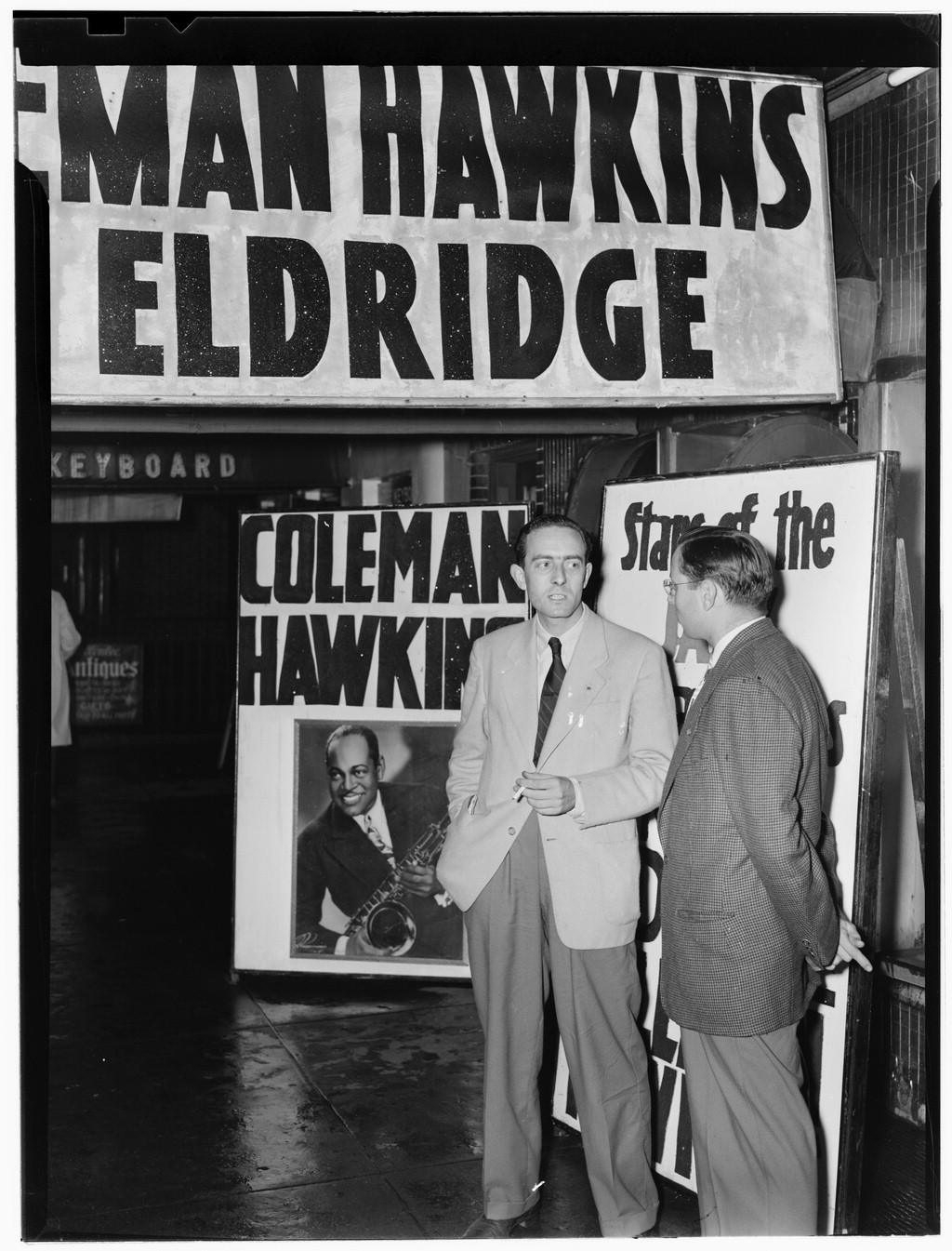
Charles Delaunay und Walter E. Schaap (rechts) vor einem Jazzclub der 52nd Street. Fotografie von William P. Gottlieb (ca. 1946)

Walter E. Schaap (* 9. September 1917; † 28. Mai 2005 in New York City) war ein Jazzautor, Übersetzer und Diskograf.

## Leben und Wirken
Schaap studierte französische Geschichte an der Columbia University; sein Postgraduales Studium setzte er 1937 an der Pariser Sorbonne fort. Dort lernte er die Jazzhistoriker Charles Delaunay und Hugues Panassié kennen. In den folgenden Jahren war er als Übersetzer (u. a. von Robert Goffin) und Autor tätig; ferner schrieb Schaap in englischer und französischer Sprache für verschiedene Zeitschriften wie Jazz Hot über Jazzmusik und arbeitete an diskographischen Werken mit, wie der 1943 erschienenen amerikanischen Ausgabe von Delaunays Hot Discography, dem ersten derartigen Werk über Jazzaufnahmen, dessen letzte Ausgabe 1948 erschien. Von 1949 bis 1970 war er Vize-Geschäftsführer einer Filmproduktionsfirma; u. a. war er als Drehbuchautor und Produktionsleiter für den Kurzfilm Henry Ford: The Fight for Modern Production verantwortlich. Sein Sohn ist der Jazzhistoriker, Produzent und Rundfunkmoderator Phil Schaap (1951–2021).

## Werke (Auswahl)
- Ernest Ansermet: On a Negro Orchestra, übersetzt von Walter E. Schaap. In: Jazz Hot (Nov.–Dec. 1938)
- Madeleine Gautier: Fats Waller. Übersetzt von Walter E. Schaap. Jazz Hot 32, nos. 7–8 (July-August 1939)
- Walter E. Schaap: Jazzmen Abroad. In: Jazz Information, Vol. 1, No. 9, November 7, 1939
- Harry D. Kitson, Elmer Wagner, Walter E. Schaap: Distribution of Workers in Selected Occupations. 1946
- Charles Delaunay, Walter E. Schaap, and George Avakian: New Hot Discography: The Standard Directory of Recorded Jazz. New York: Criterion, 1948
- Robert Goffin, Walter E. Schaap, Leonard Feather: Jazz, from the Congo to the Metropolitan. New York: Da Capo Press, 1975